# Corydoras urucu
Corydoras urucu is een straalvinnige vissensoort uit de familie van de pantsermeervallen (Callichthyidae). De wetenschappelijke naam van de soort is voor het eerst geldig gepubliceerd in 2009 door Britto, Wosiacki & Montag.